# Compacte middenklasse
De compacte middenklasse is een autoklasse waarin de auto's vallen die kleiner en goedkoper zijn dan de auto's uit de middenklasse. De Europese Commissie en autoverhuurbedrijven omschrijven deze klasse meestal als C-segment. De compacte middenklasse volgt op de compacte klasse.
De auto's in dit segment zijn vaak hatchback-modellen, hoewel ook de stationwagen-variant veel verkocht wordt. Sedans zijn bijvoorbeeld minder populair in Nederland.

## Auto's uit de compacte middenklasse
- Alfa Romeo Giulietta
- Audi A3
- BMW 1-serie
- BMW 2-serie
- BYD Dolphin
- Citroën C4
- Cupra Born
- DS4
- Fiat Tipo
- Ford Focus
- Honda Civic
- Hyundai i30
- Kia cee'd
- Kia XCeed
- Lexus CT
- Mazda3
- Mercedes-Benz A-Klasse
- Mercedes-Benz CLA-Klasse
- Mercedes-Benz B-Klasse
- MG 4
- Nissan Leaf
- Opel Astra
- Peugeot 308
- Renault Mégane
- Seat León
- Škoda Octavia
- Škoda Scala
- Subaru Impreza
- Suzuki Baleno
- Toyota Corolla
- Volkswagen Golf
- Volkswagen ID.3

### Crossovers
- Audi Q2
- Citroën C4 Cactus
- DS 3 Crossback
- Dacia Duster
- Fiat 500X
- Ford Puma
- Honda HR-V
- Hyundai Kona
- Jeep Renegade
- Kia Niro
- Kia Stonic
- Mazda CX-3
- Mazda CX-30
- Mazda MX-30
- Mini Countryman
- Mitsubishi ASX
- Nissan Juke
- Opel Mokka X
- Peugeot 3008
- Renault Kadjar
- Škoda Kamiq
- Seat Arona
- Suzuki S-Cross
- Toyota C-HR
- Volkswagen T-Cross

## Uit productie
- Alfa Romeo 33
- Alfa Romeo 145/146
- BMW 02 touring
- Chevrolet Nubira
- Citroën Xsara
- Citroën ZX
- Fiat Bravo
- Fiat Stilo
- Fiat Ritmo
- Ford Escort
- Honda Quintet
- Hyundai Lantra
- Kia Sephia
- Lancia Delta
- Lancia Lybra
- Mazda 323
- Mitsubishi Carisma
- Mitsubishi Lancer
- Morris Marina
- Nissan Almera
- Nissan Pulsar
- Nissan Sunny
- Opel Kadett
- Peugeot 306
- Peugeot 307
- Peugeot 309
- Renault 11
- Renault 14
- Renault 19
- Rover 400/45
- SEAT Toledo
- Škoda Rapid
- Toyota Auris
- Toyota Tercel
- Volkswagen Type 3
- Volkswagen Bora
- Volkswagen Jetta
- Volkswagen Vento
- Volvo 300-serie
- Volvo 400-serie
- Volvo S40/V40
- Volvo C30/S40/V50

Miniklasse · Economyklasse · Compacte middenklasse · Middenklasse · Hogere middenklasse · Topklasse · Gran Turismo · Sportwagen · Limousine · Multi-purpose vehicle · Sports utility vehicle · Terreinauto · Bestelwagen